# Mirko Schallenberg
Mirko Schallenberg (* 19. Juli 1967 in Northeim) ist ein in Berlin lebender bildender Künstler.

## Leben und Wirken
Mirko Schallenberg begann das Studium der Malerei 1989 an der Hochschule für Bildende Künste Braunschweig. Seine Lehrer waren Hinnerk Schrader, Karl Möllers, Arwed D. Gorella und Hermann Albert, dessen Meisterschüler er 1998 wurde. Im Anschluss erhielt Schallenberg ein einjähriges Wohn- und Arbeitsstipendium des Vereins Künstlerhaus Meinersen in Meinersen. 1995 war er Gründungsmitglied der Malergruppe Konvention. Zwischen 2000 und 2002 eröffnete die Malergruppe Konvention eine gleichnamige Produzentengalerie Konvention -Forum für Malerei- in Berlin. Es erschienen Zeitungen mit Beiträgen und Manifesten der Malergruppe. Von 2002 bis 2005 war Mirko Schallenberg an der Gründung des Kunstvereins Blauer Salon e.V. in Berlin beteiligt, welcher zahlreiche Ausstellungen organisierte und sich als Plattform für malerische zeitgenössische Untersuchungen verstand. Seit 2016 hat Schallenberg einen Lehrauftrag an der Akademie für Malerei in Berlin und seit 2019 einen weiteren Lehrauftrag an der Kunstakademie Bad Reichenhall. 2019 war Schallenberg Teilnehmer an der 8th Beijing International Biennale in China.
Mirko Schallenberg arbeitet in seinen mit Öl auf Leinwand gemalten unter anderem großformatigen Bildern an einer Neuerung des alten Genre Stillleben. Unter Verwendung einer Vergrößerung des Motivs entstehen architektonische Dingpyramiden mit hintergründigen Bezügen zur metaphysischen Malerei (Pittura metafisica), des magischen Realismus   oder des Surrealismus. Die objekthafte Wirkung der Bilder basiert auf der Idee des gemalten Ready-mades (Objet trouvé). Seit 2010 kommen großformatige Zeichnungen mit Kohle auf Leinwand zu dem Werk hinzu.
Mirko Schallenberg lebt und arbeitet mit seiner Lebensgefährtin, der Malerin Kathrin Rank, und dem gemeinsamen Sohn in Berlin.

## Ausstellungen (Auswahl)
(E) Einzelausstellungen, (G) Gruppenausstellungen, (K) Katalog
- 1996 Konvention, Kunsthalle, Braunschweig (G, K), Städtisches Museum Gelsenkirchen, Karl-Schwesig-Preis 96 (G, K)
- 1997 5. Ausstellung zur Förderung junger Künstler aus der Bundesrepublik Deutschland, Gästehaus Petersberg, Königswinter, (G, K), Städtische Galerie Eichenmüllerhaus, Lemgo (G, K)
- 1998 Städtische Kunstsammlung Salon Salder, Salzgitter (G, K), Pelikan-Viertel, Hannover
- 1999 Galerie bs 15, Braunschweig
- 2000 Eröffnung der Galerie Konvention - Forum für Malerei, Berlin, Eröffnungsausstellung (Erste Ausgabe der Zeitung Konvention) (G), Das Maß der Räume, Galerie Konvention, Berlin (E)
- 2001 Das kleine Format in der Malerei, Galerie Konvention, Berlin (G), Galerie Apex, Göttingen (G), Das gemalte Bild, Galerie Konvention, Berlin (G), Freie Wahlen, Präsentation der Malergruppe Konvention, Kunsthalle Baden-Baden (G), Galerie Konvention, Berlin, zweite Ausgabe der Zeitung Konvention, Diesseits und Jenseits der Fläche (mit Oliver Gröne), Galerie Konvention, Berlin (K), Galerie Artforum, Hannover (E),
- 2002 Orbis-Pictus, Stilleben nach 1945, Museum Bad Frankenhausen (G), Gemälde und Zeichnungen, Galerie Konvention, Berlin (E),
- 2003 Vorbilder – Nachbilder, Kunstverein Blauer Salon, Berlin (G), Ordnungen, Galerie scatch act, Berlin (E),
- 2004 Kunstverein Aschau, Chiemsee (G), Künstler zwischen Bilderflut und Tradition, Kunstverein Blauer Salon, IBB, Berlin (G), Kunstmesse Art Bodensee (Turmgalerie 333, Helmstedt), Stilleben, Galerie Billib, Berlin (G), Kunstmesse Karlsruhe (Galerie Artforum, Hannover), Orte, Zeichen, Gegenstände (mit Kathrin Rank und Uta Reinhardt), Turmgalerie 333, Helmstedt, Galerie Frebel, Westerland/Sylt (mit Kathrin Rank),
- 2005 Art Karlsruhe (Galerie Artforum, Hannover), Opening, Galerie Open, Berlin (G), Galerie Artforum, Hannover (E), Kunstverein Blauer Salon, Berlin (E, K)
- 2006 Ballgefühl, Kubus, Hannover (G),  Umgebung, Fläche, Raum, Galerie Open, Berlin (G), Galerie Schmalfuss, Marburg (G), Art Karlsruhe (Galerie Artforum, Hannover), Galerie Noah, Augsburg (G), Kunstverein Aschau (mit Kathrin Rank), Im Raum Umraum Im Raum herum (mit Kathrin Rank), Kunstverein Hameln
- 2007 Galerie Artforum im Kubus, Hannover (G, K), Galerie von Zufall und vom Glück, Kubus, Hannover (E), Das Leben der Dinge, Galerie OPEN, Berlin (E, K)
- 2008 still in motion, Galerie Schmalfuss, Marburg (E)
- 2009 Künstlerhaus Meinersen (G, K), Galerie Artforum, Hannover (E), still in motion (mit Maximilian Verhas), Galerie Friedmann-Hahn, Berlin, Das Leben der Dinge, Gotisches Haus, Berlin (E)
- 2010 Galerie Friedmann-Hahn, Berlin (G)
- 2011 still in motion (mit Maximilian Verhas), Galerie Friedmann-Hahn, Berlin, Galerie Schmalfuß, Marburg (G), Kunstverein Aschau (mit Thomas Kämmerer und Philipp Mager) (K), Z50, Freies Museum Berlin/Projektraum (G)
- 2012 Galerie Friedmann-Hahn, Berlin (G), Galerie Meier, Freiburg (E), Losito Kunstpreis, Großes Waisenhaus zu Potsdam (G), Kunstverein Freiburg (G), Galerie Töplitz, Werder (mit Maximilian Verhas), Von Dingen und Räumen (mit Kathrin Rank), Kunstverein Herrenhaus Heinrichsruh, wenn die Malerei den Dingen lauscht, Kunstverein Schöningen (E), Otto Dix aus der Privatsammlung Gunzenhauser und großformatige Malerei aus Berlin, Leipzig, München, Stadtgalerie Altötting (G, K)
- 2013 PArt3, Petershagen (G), Städtische Galerie Petershagen (mit Kathrin Rank), Dingfest, Galerie Friedmann-Hahn, Berlin (E, K)[3]
- Behausung VBK, Berlin (G), Geometrie der Dinge, Kunstverein Kirchzarten (E), Dingfest machen, Emslandmuseum, Sögel (E),
- 2015 Galerie Schmalfuss, Berlin (G), Beziehungsweise (mit Kathrin Rank), Kunstverein Heidenheim, Kerngebiete (mit Kathrin Rank und Michael Jastram), Galerie Schmalfuss in Marburg, Lauf der Dinge, Galerie Meier, Freiburg (E)
- 2016 Artgeschoss, Internationale Kunstausstellung, Braunschweig, Art Karlsruhe (Galerie Friedmann-Hahn, Berlin), Hallescher Kunstverein, Halle (E), Museum Stralsund, Malverwandtschaften (G, K), Kunstmuseum Bad Frankenhausen (E), Galerie Friedmann-Hahn, Berlin (G), ART.FAIR, Köln (Galerie Von & Von, Nürnberg)
- 2017 Galerie Lauth, Ludwigshafen (E), Galerie Von&Von, Nürnberg (F), Galerie Brötzinger Art, Pforzheim, DOUBLE ACT (mit Kathrin Rank), Art Karlsruhe (Galerie Friedmann-Hahn, Berlin), still alive, Galerie Schmalfuß, Berlin (G), Galerie Lauth, Ludwigshafen (G), BEST OF I + II, Galerie Cyprian Brenner, Schwäbisch Hall und Hüttingen-Niederalfingen (G), 11 in 4, Galerie VON&VON, Nürnberg (G)
- 2018 Art Karlsruhe (Galerie Friedmann-Hahn, Berlin und Galerie Cyprian Brenner, Schwäbisch Hall), Kunstessenzen, Galerie Friedmann-Hahn, Berlin (G), Berliner Realismus, Galerie Cyprian Brenner, Schwäbisch Hall (E), Komplizen, Galerie Falkenberg, Hannover (mit Kathrin Rank),  Galerie Barbara von Stechow, Frankfurt (E), Accrochage, Galerie Falkenberg, Hannover (G), 24th International Contemporary Art Fair Zürich (Galerie Barbara von Stechow, Frankfurt)
- 2019 Tierisch gut, Galerie ROOT, Berlin (G), Art Karlsruhe (Galerie Friedmann-Hahn, Berlin und Galerie Cyprian Brenner, Schwäbisch Hall), NIGREDO, Galerie Friedmann-Hahn, Berlin (E, K), 8th Beijing International Biennale, China (G, K), 5 Jahre GCB, Galerie Cyprian Brenner, Niederalfingen (G), Art Bodensee, (Galerie Cyprian Brenner), Kunstessenzen XXI, Galerie Friedmann-Hahn, Berlin (G)
- 2020 Sweet Nothing Sweet, Kunstverein KISS, Abtsgmünd-Untergröningen (G, K), Malerei zwischen Wesenhaftigkeit und Konstruktion, Galerie ARTAe, Leipzig (E), Zwischenwelten (mit Kathrin Rank), Galerie Cyprian Brenner / Ecke Galerie, Augsburg, Art Karlsruhe (mit Galerie Friedmann-Hahn und Galerie Cyprian Brenner), 15 Jahre Galerie Friedmann-Hahn, Galerie Friedmann-Hahn, Berlin (G) (2020), Schwarze Kohle, rothe Erde, gelbe Flammen, Galerie Villa Novilla, Berlin (G)
- 2021 Galerie Friedmann-Hahn. Berlin, Erdung (E), Galerie Falkenberg, Hannover, 20 Jahre (G) (K), Galerie Friedmann-Hahn, Berlin, Kunstessenzen XXV (G), Galerie Schmalfuss, Marburg, Frohnaturen (G), Städtische Galerie Bad Reichenhall, Bildergeschichten (G)
- 2022 Galerie VON&VON, Nürnberg, Geometire des Zufalls (E), Discovery Art Fair Cologne (mit Galerie Falkenberg, Galerie Barbara von Stechow, Frankfurt, in Bloom (G), Galerie Z22, Berlin, Werkschau (G), Galerie Peters-Barenbrock, Ahrenshoop, Stillleben (G), Galerie VON&VON, Nürnberg, Decade (G), Galerie Friedmann-Hahn, Berlin, Kunstessenzen XXVII (G), Galerie Cyprian-Brenner, Hüttingen-Niederalfingen, Totentanz & Glück (mit Max Kaminski), Kunst Zürich 22, Schweiz (mit Galerie Barbara von Stechow), Galerie Friedmann-Hahn, Berlin PRIVATE CHOICE (G)
- 2023 Richard-Haizmann-Museum, Niebüll, Resonanz (mit Kathrin Rank), Galerie von Stechow, Frankfurt, Zweistimmig (mit Edite Grinberga), Galerie Cyprian-Brenner, Schwäbisch Hall, Brutstätte (E), Galerie ARTAe, Leipzig, Entre Nous (mit Kathrin Rank), Art Karlsruhe, one artist show (mit Galerie Cyprian-Brenner)
- 2024 Galerie Friedmann-Hahn, Berlin, Das Wesen der Dinge (E), Galerie Falkenberg, Hannover, PAARWEISE (mit Kathrin Rank), Kunstverein Wasserburg, Bodensee, Nachglühen (E), Art Karlsruhe (mit Galerie Friedmann-Hahn)

## Ausstellungskataloge
- Einzelkataloge: Bilder. 1999, Das Maß der Räume, 2000, Schallenberg, 2005, Das Leben der Dinge, 2006, Still in motion, 2011, NIGREDO, Kunstverlag Friedmann-Hahn, Berlin 2019, ISBN 978-3-946627-06-7.
- Dingfest (eKatalog/ibook), Verlag Art In Flow, Berlin 2014, ISBN 978-3-938457-20-7.
- Ausstellungskatalog, The Album of the 8th Beijing Biennale, China, 2019, ISBN 978-7-5213-1035-1.

## Öffentliche Ankäufe
- Bertelsmann, Washington
- Investitionsbank, Berlin
- Nord LB, Hannover
- Nord LB, Braunschweig